# Attidjikou Samadou
Attidjikou Samadou (2 febbraio 2004) è un calciatore beninese, centrocampista dell'Al-Masry e della nazionale beninese.

## Carriera

### Club
Cresciuto nel settore giovanile del Bani Gansé, nel 2024 è stato acquistato dagli egiziani dell'Al-Masry. Ha fatto il suo esordio il 15 dicembre 2024 nell'incontro di Coppa della Confederazione CAF perso 1-0 contro gli altri egiziani dello Zamalek.

### Nazionale
Ha giocato nella nazionale beninese Under-20.
Ha debuttato con la nazionale beninese il 20 marzo 2025 nell'incontro di qualificazione per il Campionato mondiale di calcio 2026 pareggiato 2-2 contro lo Zimbabwe

## Statistiche

### Presenze e reti nei club
Statistiche aggiornate al 20 marzo 2025.
| Stagione        | Squadra         | Campionato      | Campionato | Campionato | Coppe nazionali | Coppe nazionali | Coppe nazionali | Coppe continentali | Coppe continentali | Coppe continentali | Altre coppe | Altre coppe | Altre coppe | Totale | Totale | Totale |
| Stagione        | Squadra         | Comp            | Pres       | Reti       | Comp            | Pres            | Reti            | Comp               | Pres               | Reti               | Comp        | Pres        | Reti        | Pres   | Reti   |        |
| --------------- | --------------- | --------------- | ---------- | ---------- | --------------- | --------------- | --------------- | ------------------ | ------------------ | ------------------ | ----------- | ----------- | ----------- | ------ | ------ | ------ |
| 2024-2025       | Al-Masry        | 1L              | 8          | 0          | CE              | 1               | 0               | CAF CC             | 3                  | 0                  | -           | -           | -           | 12     | 0      |        |
| Totale carriera | Totale carriera | Totale carriera | 8          | 0          |                 | 1               | 0               |                    | 3                  | 0                  |             | -           | -           | 12     | 0      |        |

### Cronologia presenze e reti in nazionale
| Cronologia completa delle presenze e delle reti in nazionale ― Benin | Cronologia completa delle presenze e delle reti in nazionale ― Benin | Cronologia completa delle presenze e delle reti in nazionale ― Benin | Cronologia completa delle presenze e delle reti in nazionale ― Benin | Cronologia completa delle presenze e delle reti in nazionale ― Benin | Cronologia completa delle presenze e delle reti in nazionale ― Benin | Cronologia completa delle presenze e delle reti in nazionale ― Benin | Cronologia completa delle presenze e delle reti in nazionale ― Benin |
| Data                                                                 | Città                                                                | In casa                                                              | Risultato                                                            | Ospiti                                                               | Competizione                                                         | Reti                                                                 | Note                                                                 |
| -------------------------------------------------------------------- | -------------------------------------------------------------------- | -------------------------------------------------------------------- | -------------------------------------------------------------------- | -------------------------------------------------------------------- | -------------------------------------------------------------------- | -------------------------------------------------------------------- | -------------------------------------------------------------------- |
| 20-3-2025                                                            | Durban                                                               | Zimbabwe                                                             | 2 – 2                                                                | Benin                                                                | Qual. Mondiali 2026                                                  | -                                                                    | 70’ 90’                                                              |
| 9-6-2025                                                             | Fès                                                                  | Marocco                                                              | 1 – 0                                                                | Benin                                                                | Amichevole                                                           | -                                                                    | 85’                                                                  |
| Totale                                                               |                                                                      | Presenze                                                             | 2                                                                    |                                                                      | Reti                                                                 | 0                                                                    |                                                                      |